# Whitcliffe with Thorpe
Whitcliffe with Thorpe var en civil parish från 1866 till 1894 då den blev en del av Littlethorpe, i grevskapet West Riding of Yorkshire (nu North Yorkshire), i England. Civil parish var belägen 14 km från Harrogate och hade 226 invånare år 1891.